# Viasat History
Viasat History er en skandinavisk tv-kanal der viser dokumantarer om historie, kultur og sociale-emner.
| Fjernsyn | Spire Denne artikel om en tv-kanal er en spire som bør udbygges. Du er velkommen til at hjælpe Wikipedia ved at udvide den. |